# Associação Francesa de Informação Científica

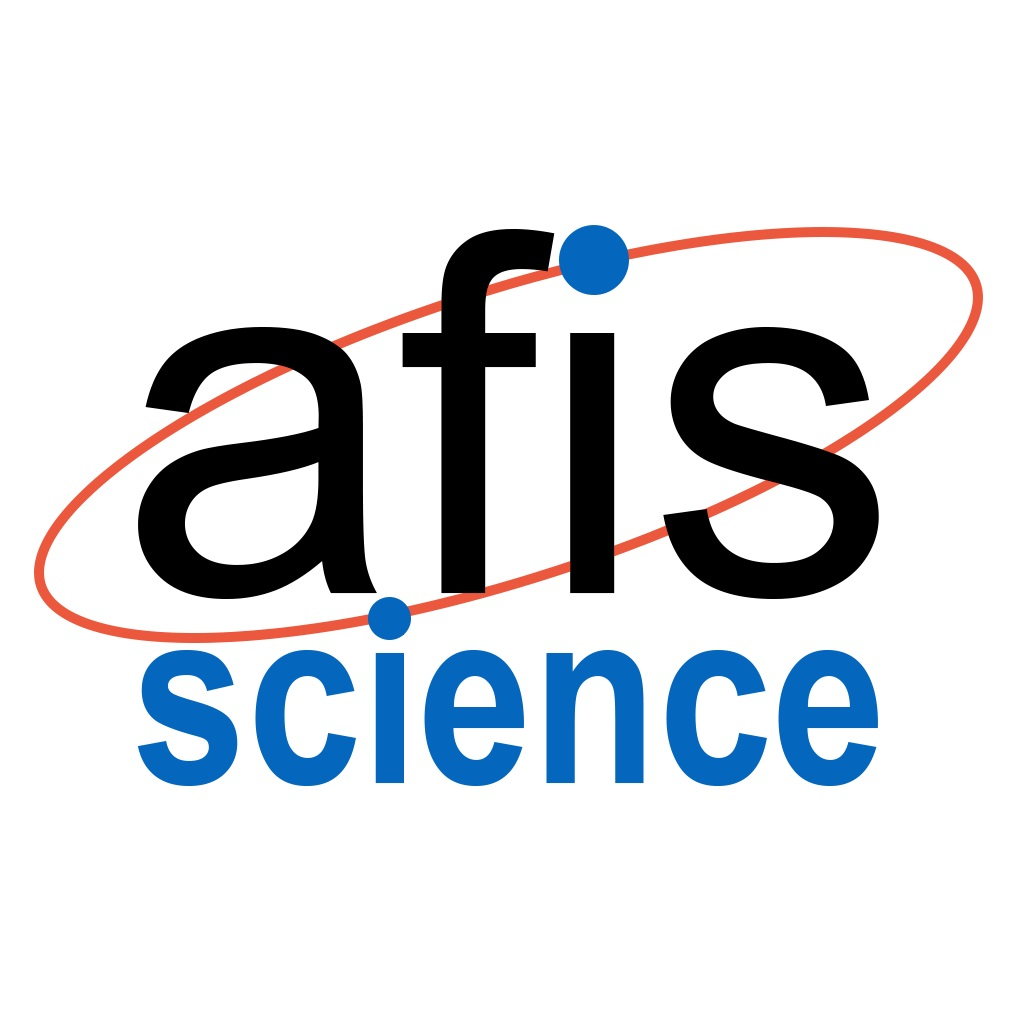
Logo da AFIS.

A Associação Francesa de Informação Científica (AFIS) (em francês, Association française pour l’information scientifique), é uma associação sem fins lucrativos, fundada em 1968. Publica a revista Science et pseudo-sciences.

## Fundação
Vinda da corrente racionalista francesa, esta associação visa “promover a ciência” e “alertar contra as pseudociências”. Fundada com o nome de Agência Francesa de Informação Científica por Michel Rouzé, em 1978 mudou o nome de “Agência” para “Associação” . Beneficia do patrocínio científico de vários professores e diretores de pesquisa.

## Direção
Depois de Michel Rouzé, a presidência da AFIS foi assegurada por :
- Jean-Claude Pecker (1999-2001),
- Jean Bricmont (2001-2006),
- Michel Naud (2006-2012),
- Louis-Marie Houdebine (2012-2014),
- Anne Perrin (2014-2018),
- Roger Lepeix (2018-2019),
- Jean-Paul Krivine  (2019-2020),
- François-Marie Bréon desde 2020.

Em 2018, a AFIS comprou a editora de livros Book-e-Book, fundada por Henri Broch, especializada na área de zetética (isto é, do ceticismo científico).

## Revista
A revista Science et pseudo-sciences é publicada trimestralmente pela AFIS. Além do combate à falsa ciência, sua linha editorial trata de questões relacionadas à responsabilidade social do cientista, ao laicismo, à medicina, à alimentação, à biotecnologia, à energia e à psicanálise.